# Etuéboué
Etuéboué est une localité du sud-est de la Côte d'Ivoire, et appartenant au département d'Adiaké, Région du Sud-Comoé. La localité d'Etuéboué est un chef-lieu de commune.